# Mikroinvasive Glaukomchirurgie
Die mikroinvasive Glaukomchirurgie (MIGS) ist eine Option in der operativen Therapie des Glaukoms (Grüner Star). Mit der minimalinvasiven Glaukomchirurgie (auch mikroinzisionale Glaukomchirurgie genannt) soll der Augeninnendruck, ein Risikofaktor für die Entwicklung eines Glaukoms, gesenkt werden. Die operativen Verfahren nutzen regelhaft einen operativen Zugang zum Auge über die Hornhaut (clear-cornea), der gut verheilt. Es gibt Varianten der MIGS mit oder ohne Einbringung von Fremdmaterial (Implantaten).  Meist ist die Senkung des Augeninnendruck nicht so deutlich wie bei der klassischen Glaukomchirurgie, vor allem der Trabekulektomie. Die Verfahren sind aber nach dem bisherigen Stand in klinischen Studien weniger anfällig für Komplikationen.

## Methode
Wie bei den meisten glaukomchirurgischen Verfahren soll der Abfluss des Kammerwassers verbessert und damit der Augendruck gesenkt werden. Dabei gibt es verschiedene Möglichkeiten, diesen Abfluss zu steigern oder umzuleiten:
- trabekulär: Es wird mit kleinen Stents, dem iStent, dem iStent inject oder dem Hydrus-Microstent, eine Verbindung zwischen der Vorderkammer des Auges und dem natürlichen Abflussweg, dem Schlemmschen Kanal, durch das Trabekelmaschenwerk hindurch geschaffen. Weiterhin existieren Verfahren ohne die Einbringung von Stents, wie das Trabektom oder das Kahook dual blade.
- uveoskleral: das Kammerwasser wird mit Implantaten wie dem CyPass (vom Markt genommen seit August 2018) und (künftig) dem MINIject in das verzweigte Geflecht von Blutgefäßen in der Aderhaut abgeleitet und über deren Venen aus dem Auge abgeleitet
- subkonjunktival: mit einem XEN-Implantat wird ein Abfluss unter die Bindehaut geschaffen. Dies ist das gleiche Prinzip wie bei der gebräuchlichsten „klassischen“ Glaukomoperation, der Trabekulektomie, mit dem Unterschied, dass bei dieser von außen (ab externo) eine Fistel angelegt wird und bei der MIGS vom Augeninneren (ab interno) aus

## Ergebnisse
Die MIGS wurde zunächst – und wird auch weiterhin – im Rahmen einer Kataraktoperation eingesetzt: bei Patienten, die Katarakt (Grauer Star) und Glaukom (Grüner Star) gleichzeitig haben und bei deren ohnehin indizierter Kataraktoperation eine zusätzliche, kein weiteres Trauma und kaum zusätzlichen OP-Aufwand erfordernde Intervention mit der Implantation eines Stents erfolgt. Inzwischen werden MIGS-Eingriffe auch als eigenständige Operationen ("stand-alone procedures") durchgeführt. Dabei wird über eine nur 1 bis 2 mm große Öffnung das Mini-Implantat in die Vorderkammer und die angestrebte Position eingebracht. Eine Naht der Mikroinzision ist nicht nötig; iStent und iStent inject beispielsweise gelten als die kleinsten Implantate der heutigen Medizin.
Als effektiv werden Eingriffe mit MIGS betrachtet, bei denen es zu einer Senkung des Augeninnendrucks oder Intraokulardruck (IOD) um mindestens 20 % kommt; angestrebt wird ferner eine Reduktion der drucksenkenden Augentropfen, die der Patienten nehmen muss – im Idealfall kann der Patient sogar ohne weitere Medikamente auskommen.
Diese Vorgabe wird in den meisten Studien zur Thematik erreicht oder übertroffen. In einer amerikanischen Publikation wird von 42 Augen berichtet, die präoperativ einen durchschnittlichen Intraokulardruck von 20,2 mm Hg hatten. Ein Jahr nach Implantation eines iStent war dieser Wert auf 16,3 mm Hg gesunken; nach zwei Jahren konnte eine weitere leichte Reduktion auf 13,6 mm Hg festgestellt werden. Damit war insgesamt eine Drucksenkung um gut 33 % erzielt worden, was dem theoretischen Maximum einer medikamentösen Glaukomtherapie nahekommt. In einer Münchener Studiengruppe von 62 Patienten, die vor der Operation im Schnitt einen Augeninnendruck von 24 mm Hg hatten, lag dieser Wert drei Monate nach der Implantation im Mittel bei 14,2 mm Hg. Die Drucksenkung ist offenbar dauerhaft: Nach drei Jahren hatte das Kollektiv einen durchschnittlichen Augeninnendruck von 14,9 mm Hg. Das Anlegen des Mikro-Bypasses von der Vorderkammer in den Schlemmschen Kanal führte in diesem Kollektiv somit zu einer langfristigen Senkung des Augendrucks um rund 33 Prozent. Dies entspricht in etwa der maximalen Wirkung von Medikamenten zur Glaukombehandlung.
Im Vergleich zu einer medikamentösen Therapie mit einem Prostaglandin-Analogon zeigte sich die Implantation von zwei iStents als effektiver, um den Augendruck auf ein als sicher einzustufendes Niveau zu senken: in einer Studie mit 101 Glaukompatienten hatten drei Jahre nach der Implantation der kleinen Stents 91 % einen Intraokulardruck von 18 mm Hg oder weniger und 62 % von 15 mm Hg und weniger – unter medikamentöser Therapie war dies hingegen nur in 79 % bzw. 21 % der Fall.
In einer amerikanischen Multicenterstudie, bei der ein CyPass im Rahmen einer Kataraktoperation implantiert wurde, war die durchschnittliche Drucksenkung um 7,4 mm Hg gegenüber dem Ausgangsdruck leicht ausgeprägter als der drucksenkende Effekt der Kataraktoperation allein mit im Schnitt 5,4 mm Hg.
Da MIGS eine neue Methode darstellt, ist ihr genauer Platz in der Glaukomchirurgie noch unklar, doch ist der Konsens unter Glaukomspezialisten, dass sie aufgrund der schnelleren Genesung und der weniger häufigen, weniger schweren Nebenwirkungen einen festen Stellenwert in der Behandlung von Patienten mit moderaten Augendrucksteigerungen haben.

## Komplikationen
Postoperative Probleme sind nach MIGS offenbar äußerst selten; schwere und das Sehvermögen bedrohende Komplikationen finden sich bislang in der Literatur praktisch nicht. In der Vorderkammer kann gelegentlich Blut auftreten (Hyphäma), welches binnen weniger Tage resorbiert wird. Nach CyPass-Implantation wurde in 13,8 % ein vorübergehender Niedrigdruck im Auge (Hypotonie) berichtet.
2018 wurde das CyPass-Implantat vom Markt genommen. Grund dafür waren Schäden des Hornhautendothels im Langzeitverlauf. Dabei wurde bei 27,2 % der Patienten eine Abnahme der Endothelzellzahl um 30 % und mehr innerhalb von fünf Jahren festgestellt.